# Harold Connolly (athlétisme)
Pour les articles homonymes, voir Harold Connolly et Connolly.
Harold « Hal » Vincent Connolly (né le 1er août 1931 à Somerville – mort le 18 août 2010) est un athlète américain spécialiste du lancer du marteau.
Il remporte la médaille d'or des Jeux olympiques de 1956 à Melbourne avec un lancer à 63,19 m. Durant sa carrière, l'Américain a amélioré à six reprises le record du monde de la discipline, réalisant notamment 71,26 m en 1965.
Il est élu au Temple de la renommée de l'athlétisme des États-Unis en 1984.

## Vie privée
Lors des Jeux olympiques de 1956, Harold commence une relation avec la lanceuse de disque tchèque Olga Fikotová. Ils se marient à Prague, l'année suivante. Après 17 ans de mariage, ils divorcent en 1974. Harold se remarie, en 1975, avec l'heptathlonienne Pat Winslow (en). 
Un fils de son premier mariage, Jim Connolly, est sacré champion de décathlon de l'UCLA en 1987, un autre de ses fils de son deuxième mariage a été sacré troisième lanceur de marteau en 1999 au championnat américain.

## Records du monde
- 68.54 m (02/11/1956, Los Angeles, Californie)
- 68.68 m (20/06/1958, Bakersfield, Californie)
- 70.33 m (12/08/1960, Walnut, Californie)
- 70.67 m (21/07/1962, Palo Alto, Californie)
- 71.06 m (29/05/1965, Ceres, Afrique du Sud)
- 71.26 m (20/06/1965,Walnut, Californie)